# Épistémologie génétique
L'épistémologie génétique explique l'acquisition de la connaissance chez l'enfant comme étant une construction.
C'est James Mark Baldwin qui inventa cette expression, qui fut plus tard popularisée par Jean Piaget, directeur du Centre International pour l'Épistémologie Génétique de Genève de 1955 à 1980.  Sur la fin de sa vie, Piaget se rattachera au courant constructiviste pour lequel il est une source importante d'inspiration.

## Ouvrages
- Études d’épistémologie génétique, Vol. 1-37, Presses universitaires de France, 1957-1980
- Introduction à l'épistémologie génétique. Tome I: La pensée mathématique, Presses universitaires de France, 1950, Paris ;
- Introduction à l'épistémologie génétique. Tome II: La pensée physique, Presses universitaires de France, 1950, Paris ;
- Introduction à l'épistémologie génétique. Tome III: La pensée biologique, la pensée psychologique et la pensée sociale, Presses universitaires de France, 1950, Paris ;
- Logique et Connaissance scientifique, Encyclopédie de la Pléiade, 1967.
- L'épistémologie génétique, Que sais-je ?, Presses universitaires de France.  (ISBN 2-13054-997-7).